# Coupe d'Afrique de rugby à XV 2019-2020
 (mars 2019).
Navigation
Coupe d'Afrique 2018 Coupe d'Afrique 2021-2022
La Coupe d'Afrique de rugby à XV 2019 est une compétition organisée par Rugby Afrique qui oppose les meilleures nations africaines (hors Afrique du Sud).
Pour cette édition, le format de la compétition évolue. Les divisions Gold Cup et Silver Cup sont supprimées pour être remplacées par une compétition unique réunissant les 16 meilleures nations africaines. La compétition se déroulera en 2020, alors qu'une phase qualificative est organisée en novembre et décembre 2019.
Le 1er juin 2020, Rugby Afrique annonce l'annulation de la compétition en raison de la pandémie de Covid-19

## Format
Contrairement aux éditions précédentes, les équipes évoluent au sein d'une même compétition et le système de division de relégation/promotion est supprimé. Les 16 meilleures équipes africaines (classées suivant le classement World Rugby) participent. Un tour préliminaire à élimination direct voit s'affronter les équipes classées de 9 à 12 contre les équipes classées de 13 à 16.
Les 12 équipes restantes participent à la phase de groupes et sont regroupées au sein de quatre poules de trois équipes.
Les quatre premiers de chaque groupes s'affrontent au sein d'un tableau à élimination direct dans un lieu unique. Une petite finale départagera les perdants des deux demi-finales. Le vainqueur de la finale est déclaré Champion d'Afrique, et aura accès à la qualification pour la Coupe du monde 2023.

## Équipes engagées
| Rang AR | Rang WR | Équipe        | Participation (Pre) | Meilleur résultat                                          |
| ------- | ------- | ------------- | ------------------- | ---------------------------------------------------------- |
| 1       | 23      | Namibie       | 15e (2000)          | Vainqueur (2002, 2004, 2009, 2014, 2015, 2016, 2017, 2018) |
| 2       | 32      | Kenya         | 15e (2003)          | Vainqueur (2011, 2013)                                     |
| 3       | 36      | Zimbabwe      | 18e (2000)          | Vainqueur (2012)                                           |
| 4       | 39      | Ouganda       | 12e (2003)          | Vainqueur (2007)                                           |
| 5       | 41      | Tunisie       | 15e (2000)          | Finaliste (2002, 2009, 2011)                               |
| 6       | 43      | Côte d'Ivoire | 10e (2001)          |                                                            |
| 7       | 47      | Maroc         | 12e (2000)          | Vainqueur (2003, 2005)                                     |
| 8       | 53      | Madagascar    | 11e (2002)          | Finaliste (2005, 2007)                                     |
| 9       | 55      | Sénégal       | 06e (2006)          | 6e (2017)                                                  |
| 10      | 65      | Zambie        | 06e (2004)          |                                                            |
| 11      | 71      | Nigeria       | 02e (2009)          |                                                            |
| 12      | 72      | Botswana      | 04e (2003)          |                                                            |
| 13      | 90      | Ghana         | 1er (2020)          |                                                            |
| 14      | 93      | Maurice       | 1er (2020)          |                                                            |
| 15      | 96      | Rwanda        | 1er (2020)          |                                                            |
| 16      | (nc)    | Algérie       | 1er (2020)          |                                                            |

N.B : AR = rang africain ; WR = le nombre correspond au rang mondial de chaque nation au 8 mai 2019.

## Compétition

### Tour préliminaire
| 23 novembre 2019 | Côte d'Ivoire | 60 - 3 | Rwanda | Abidjan, Côte d'Ivoire |
| 23 novembre 2019 |               |        |        | Abidjan, Côte d'Ivoire |
| 23 novembre 2019 |               |        |        | Abidjan, Côte d'Ivoire |

| 23 novembre 2019 | Ghana | 36 - 25 | Botswana | Elmina, Ghana |
| 23 novembre 2019 |       |         |          | Elmina, Ghana |
| 23 novembre 2019 |       |         |          | Elmina, Ghana |

| 30 novembre 2019 | Sénégal | 63 - 0 | Maurice | Dakar, Sénégal |
| 30 novembre 2019 |         |        |         | Dakar, Sénégal |
| 30 novembre 2019 |         |        |         | Dakar, Sénégal |

| 1er décembre 2019 | Madagascar | 63 - 3 | Nigeria | Antananarivo, Madagascar |
| 1er décembre 2019 |            |        |         | Antananarivo, Madagascar |
| 1er décembre 2019 |            |        |         | Antananarivo, Madagascar |

### Phase de poules

#### Groupe A
| Rang | Madagascar | J | V | N | D | Bo | Bd | Pm | Pe | Diff | Pts |
| ---- | ---------- | - | - | - | - | -- | -- | -- | -- | ---- | --- |
|      | Namibie    | 0 | 0 | 0 | 0 | 0  | 0  | 0  | 0  | 0    | 0   |
|      | Zambie     | 0 | 0 | 0 | 0 | 0  | 0  | 0  | 0  | 0    | 0   |
|      | Madagascar | 0 | 0 | 0 | 0 | 0  | 0  | 0  | 0  | 0    | 0   |

#### Groupe B
| Rang | Pays          | J | V | N | D | Bo | Bd | Pm | Pe | Diff | Pts |
| ---- | ------------- | - | - | - | - | -- | -- | -- | -- | ---- | --- |
|      | Kenya         | 0 | 0 | 0 | 0 | 0  | 0  | 0  | 0  | 0    | 0   |
|      | Maroc         | 0 | 0 | 0 | 0 | 0  | 0  | 0  | 0  | 0    | 0   |
|      | Côte d'Ivoire | 0 | 0 | 0 | 0 | 0  | 0  | 0  | 0  | 0    | 0   |

#### Groupe C
| Rang | Pays    | J | V | N | D | Bo | Bd | Pm | Pe | Diff | Pts |
| ---- | ------- | - | - | - | - | -- | -- | -- | -- | ---- | --- |
|      | Ouganda | 0 | 0 | 0 | 0 | 0  | 0  | 0  | 0  | 0    | 0   |
|      | Algérie | 0 | 0 | 0 | 0 | 0  | 0  | 0  | 0  | 0    | 0   |
|      | Sénégal | 0 | 0 | 0 | 0 | 0  | 0  | 0  | 0  | 0    | 0   |

#### Groupe D
| Rang | Pays     | J | V | N | D | Bo | Bd | Pm | Pe | Diff | Pts |
| ---- | -------- | - | - | - | - | -- | -- | -- | -- | ---- | --- |
|      | Tunisie  | 0 | 0 | 0 | 0 | 0  | 0  | 0  | 0  | 0    | 0   |
|      | Zimbabwe | 0 | 0 | 0 | 0 | 0  | 0  | 0  | 0  | 0    | 0   |
|      | Ghana    | 0 | 0 | 0 | 0 | 0  | 0  | 0  | 0  | 0    | 0   |

### Phase finale
|  | Demi-finales           | Demi-finales |  |  | Finale | Finale |
|  | Demi-finales           | Demi-finales |  |  | Finale | Finale |
|  |                        |              |  |  |        |        |
|  |                        |              |  |  |        |        |
|  |                        |              |  |  |        |        |
|  | Vainqueur Poule A      |              |  |  |        |        |
|  |                        |              |  |  |        |        |
|  | Vainqueur Poule D      |              |  |  |        |        |
|  |                        |              |  |  |        |        |
|  |                        |              |  |  |        |        |
|  |                        |              |  |  |        |        |
|  | Vainqueur Poule B      |              |  |  |        |        |
|  |                        |              |  |  |        |        |
|  | Vainqueur Poule C      |              |  |  |        |        |
|  | Match pour la 3e place |              |  |  |        |        |
|  |                        |              |  |  |        |        |
|  |                        |              |  |  |        |        |
|  |                        |              |  |  |        |        |
|  |                        |              |  |  |        |        |
|  |                        |              |  |  |        |        |
|  |                        |              |  |  |        |        |
|  |                        |              |  |  |        |        |